# Spintria

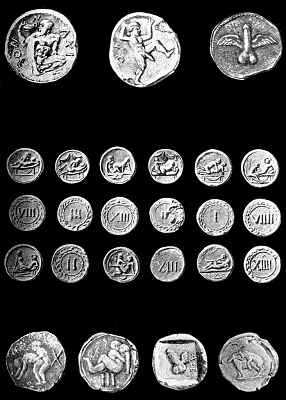
Spintriae de Pompéi

Une spintria (pluriel : spintriae ) ou spintrienne ou plus exactement tessère spintrienne est un jeton de la Rome antique décrivant un symbole ou un acte sexuel dont on pense qu'il servait soit à payer l'entrée dans les lupanars, soit qu'ils étaient utilisés à l'intérieur de ces établissements. Ils sont estimés avoir été frappés entre 22 et 95 après J.-C.,

## Description
Ces jetons érotiques sont appelés spintriae ou tessères spintriennes par dérivé du mot latin spintria utilisé par Suétone ou Tacite pour qualifier les scènes de débauches de l'empereur Tibère. L'étymologie renverrait au grec ancien σφιγκτήρ (sphinktḗr, c'est-à-dire le sphincter) et serait liée originellement à la prostitution masculine.
Ces pièces, principalement en bronze (parfois en laiton), sont caractérisées par une scène érotique sur une face et un chiffre de I à XVI sur l'autre face.

## Usage
L'usage de ces tessères reste énigmatique. Trois hypothèses ont été formulées. Une première explication a été avancée en qu'elles servaient à payer l'entrée dans les lupanars publics, le numéro figurant sur la pièce pouvant être celui d'une chambre, comme semble l'attester une fouille récente[Quand ?] sur le site de Pompéï. Selon une deuxième hypothèse, le numéro pourrait faire référence à un prix, la tessère pouvant rétribuer ainsi un service de nature sexuelle. Enfin, certains auteurs considèrent qu'il pouvait ne s'agir que de jetons ludiques destiné à un jeu dont on ne sait ni les règles, ni le nom. Le rapport entre les spintriae et les lupanars est l'explication la plus communément admise. Le recours à des jetons s'expliquant par l'interdiction par Tibère d'introduire des monnaies à l’effigie de l'empereur au sein de ces lieux de débauche.

## Particularités
Certaines tessères spintriennes décrivent des scènes homosexuelles.